# Sabrina Neukamp
Sabrina Richter, née Sabrina Neukamp le 10 mai 1982 à Hagen, est une handballeuse allemande.

## Palmarès

### Club
Compétitions internationales 
- vainqueur de la Coupe Challenge (C4) en 2005

### Sélection nationale
Sabrina Neukamp fait ses débuts en Équipe d'Allemagne le 24 mai 2002 contre la France. Ses résultats sont :
Jeux olympiques
- 11e des Jeux olympiques de 2008,  Chine

Championnat du monde
- 7e du Championnat du monde 2009,  Chine
- Médaille de bronze du Championnat du monde 2007,  France
- 6e du Championnat du monde 2005,  Russie

Championnat d'Europe
- 4e Championnat d'Europe 2006,  Suède

### Distinction personnelle
- meilleure buteuse du Championnat d'Allemagne en 2009-10